# シノーペ (衛星)
シノーペ またはシノペ (Jupiter IX Sinope) は、木星の第9衛星。木星を逆行軌道で公転する不規則衛星の一つであり、一般にパシファエ群に属すると考えられている。

## 発見
シノーペは、リック天文台でセス・B・ニコルソンが木星の第8衛星であるパシファエを観測するために1914年7月21日に撮影した写真の中から発見された。その後23日と24日にもこの天体が撮影された。
初期の軌道の解析では、太陽を周回する軌道、木星を双曲線軌道で通過する軌道、木星を楕円軌道で周回する軌道のどれもが観測と一致した。その後8月21日から23日にかけての観測で、木星を楕円軌道で周回する軌道解が予測する位置の非常に近くにこの天体が発見され、木星の衛星であることが確実となった。

## 名称
シノーペの名称は、ギリシア神話の河神アーソーポスの娘シノーペーにちなんで名付けられている。
発見以降しばらくの間は命名されておらず、正式に命名されたのは1975年10月7日で、それ以前は単に Jupiter IX として知られていた。正式な命名以前はハーデスという名称で呼ばれることもあったが、これは最終的に採用されなかった。ハーデスという名称は、1955年にブライアン・マースデンが提案したものである。この他にも、複数の名称案が提案されていた。

## 軌道と起源

パシファエ群の衛星の軌道要素。横軸が木星からの距離、縦軸が軌道傾斜角、円の大きさは衛星のサイズ比を示している。中央付近の一番大きな円がパシファエ、右上の大きな円がシノーペである。

シノーペは木星からおよそ2394万kmの距離を公転しており、約759日かけて軌道を一周する。軌道傾斜角は 158.189° であり、木星の自転の向きと逆向きに公転する逆行衛星である。
シノーペは一般にパシファエ群の一員だとみなされており、パシファエ群の中ではパシファエに次いで2番目の大きさを持つ。パシファエ群は木星から2300万〜2400万km前後の距離を逆行軌道で公転し、軌道傾斜角が 145°〜158° 程度の衛星の集まりである。
パシファエ群の衛星は軌道要素が似ていることから同じ起源を持つと考えられ、木星の重力にとらわれた小惑星が破壊された結果として衛星群が形成されたと考えられる。しかしシノーペの軌道傾斜角はパシファエ群の中でも外れの方に位置しており、表面の色もその他のパシファエ群の衛星と異なる特徴を示すことから、パシファエ群の主要メンバーを形成した母天体とは無関係に木星に捕獲された可能性もある。そのためシノーペが本当にパシファエ群に属し、共通の起源を持っているかははっきりとしていない。
シノーペはパシファエと同様に木星と永年共鳴を起こしており、シノーペの近木点経度と木星の近日点経度は固定された関係にある。ただしパシファエとは違ってシノーペはこの共鳴を外れることがあり、1000万年の時間スケールで共鳴への捕獲と脱出を起こしていると考えられる。

## 物理的特徴
シノーペの見かけの等級は18.3であり、アルベドを0.04と仮定した場合、シノーペの直径はおよそ 38 km と推定される。また、密度を 2.6 g/cm3 と仮定した場合、質量はおよそ 7.5 ×1016 kg と推定される。
2002年に北欧光学望遠鏡を用いてシノーペの観測が行われ、色指数が B-V=0.84、V-R=0.46、V-I=0.93 と測定され、非常に赤い表面を持つことが判明した。一方でパシファエの表面はC型小惑星に似て灰色であり、同じパシファエ群の一員であるメガクリテとカリロエは淡い赤色であることも分かった。このことも、シノーペがパシファエ群とは独立した起源を持つ天体である可能性を示唆するものである。2003年のジェミニ北望遠鏡を用いた観測でも同様の結果が得られており、シノーペはD型小惑星に分類されるスペクトルを持っていることが確認された。